# Amnèsia
Pour les articles homonymes, voir Amnesia.
Pour plus de détails, voir Fiche technique et Distribution.
Amnèsia est une comédie dramatique hispano-italienne réalisée par Gabriele Salvatores et sortie en 2002.

## Synopsis
Ibiza, été 2001. L'Italien Angelino, mauvais payeur et criblé de dettes, qui tient un petit bar de plage avec sa petite amie espagnole Alicia, provoque un jour, en revenant de l'enterrement d'un ami motocycliste, un accident involontaire : une voiture fait une embardée pour éviter le véhicule arrêté sur la route à cause d'une panne et s'écrase contre un lampadaire. Le conducteur, qui s'avère être un passeur de drogue, meurt sur le coup, et Angelino trouve dans la voiture une mallette noire contenant quatre kilos de cocaïne pure, qu'il vole et enterre sur la plage, dans un endroit secret de l'île. Sandro, un autre Italien d'Ibiza, a une petite société de production de films pornographiques qui tourne au bord de la piscine de la luxueuse villa où il vit. Lorsqu'Angelino, avec qui il n'a pas parlé depuis des années à cause d'une querelle, lui propose d'acheter de la cocaïne, Sandro le repousse à contrecœur, conscient que sa fille Luce, qu'il ne voit presque jamais parce qu'elle vit dans un internat à Florence et parce qu'il est un père distrait et immature, est sur le point d'arriver. Luce ignore tout du travail de son père et lui en veut de l'avoir presque abandonnée.
Sandro demande à ses collègues de l'aider à s'occuper de sa fille pendant qu'il se cache. Pilar, en particulier, tente de gagner la confiance de la jeune fille. Mais Luce découvre et accepte sans broncher que son père est un pornographe. Elle lui révèle qu'elle est enceinte du père d'une camarade de classe. Sandro, après une première réaction violente, accepte que sa fille garde l'enfant et s'engage à être, pour une fois dans sa vie, un père pour l'enfant qui est alors son petit-fils. Pendant ce temps, Angelino a toujours besoin de vendre de la cocaïne. Il contacte donc un revendeur italien d'Ibiza, Ernesto, tandis qu'un trafiquant anglais, bien décidé à récupérer l'affaire, se lance à son tour sur ses traces.
Parallèlement, se développe l'histoire de Jorge, fils du chef de la police de l'île Xavier, qui, bien que très intelligent (il vient de recevoir une lettre d'admission de l'université UCLA de Los Angeles), gâche sa vie avec une bande de toxicomanes qui prennent des drogues de synthèse. Un soir, devant la discothèque, Jorge tente de séduire Luce, la fille de Sandro, mais une bagarre éclate à cause de lui. Son père Xavier, mécontent et en froid avec son fils criminel, lui retire sa carte de crédit et sa voiture, mais finit par être victime d'un chantage lorsque son fils découvre sa passion pour un jeune travesti. Pendant ce temps, Xavier enquête sur le trafiquant/revendeur tué dans l'accident et commence à soupçonner Angelino, qui a probablement aussi impliqué Sandro. Mais alors qu'il est sur le point d'organiser une descente pour arrêter Angelino, il est victime d'un accident vasculaire cérébral. Pendant ce temps, Angelino et Sandro, au cours d'une soirée à l'Amnesia, sont abordés par Ernesto, qui commence à les menacer tous les deux de vouloir s'approprier la mallette contenant la cocaïne. Il s'ensuit une course-poursuite qui dure jusqu'à l'aube dans les marais salants de l'île. C'est là qu'aura lieu l'affrontement final (également avec le trafiquant anglais), à coups de revolver, et que seuls Sandro et Angelino survivront et que la drogue contenue dans la mallette sera dispersée dans le sel.

## Fiche technique
- Titre original italien : Amnèsia[1]
- Titre espagnol : Amnesia[2]
- Réalisateur : Gabriele Salvatores
- Scénario : Gabriele Salvatores, Andrea Garello
- Photographie : Italo Petriccione
- Montage : Massimo Fiocchi (it)
- Musique : Daniele Sepe (it), Martin Fuke & Macaco
- Décors : Rita Rabassini (it)
- Effets spéciaux : Cinecittà digital, Proxima
- Société de production : Colorado Film (it), Alquimia Cinema S.A.
- Pays de production :  Italie -  Espagne
- Langue originale : italien
- Format : couleurs
- Durée : 110 minutes
- Genre : comédie dramatique
- Dates de sortie :
  - Italie : 15 mars 2002
  - Espagne : 28 avril 2002 (Festival du cinéma espagnol de Malaga) ; 27 septembre 2002 (sortie nationale)

## Distribution
- Diego Abatantuono : Sandro
- Sergio Rubini : Angelino
- Martina Stella : Luce
- Bebo Storti : Ernesto
- Juanjo Puigcorbé : Xavier
- Rubén Ochandiano : Jorge
- Maria Jurado : Alicia
- Antonia San Juan : Pilar
- Ian McNeice : Doug Chandler
- Alessandra Martines : Virginie, la barmaid